# Abbatiale Saint-Sauveur d'Aniane
L’église paroissiale Saint-Sauveur, ancienne abbatiale, est située à Aniane, dans l'Hérault en France. Elle fait partie de l’abbaye d'Aniane.

## Protection
L'édifice est classé aux Monuments historiques depuis 2002.

## Galerie de photos

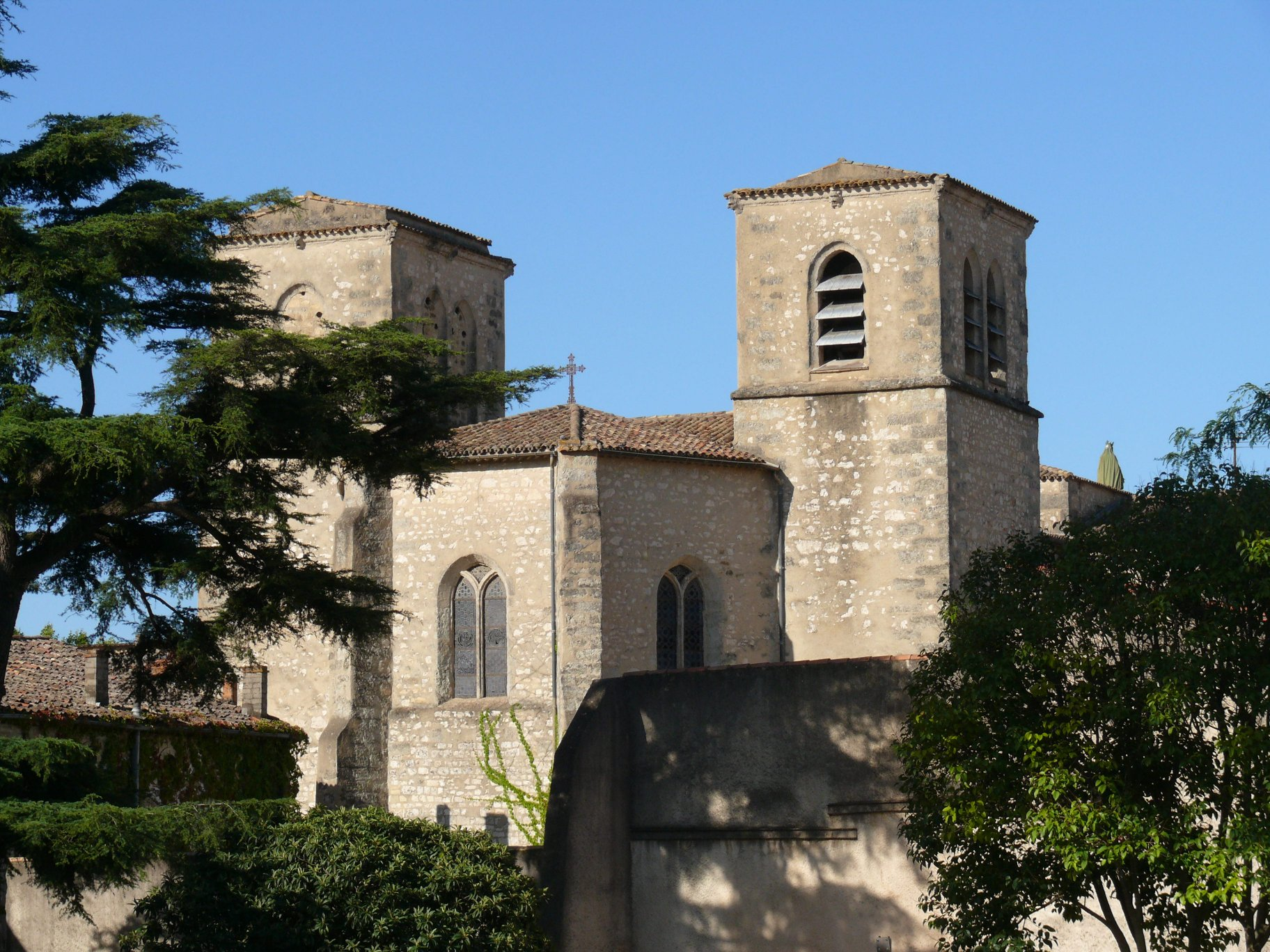
L'abside et les tours.
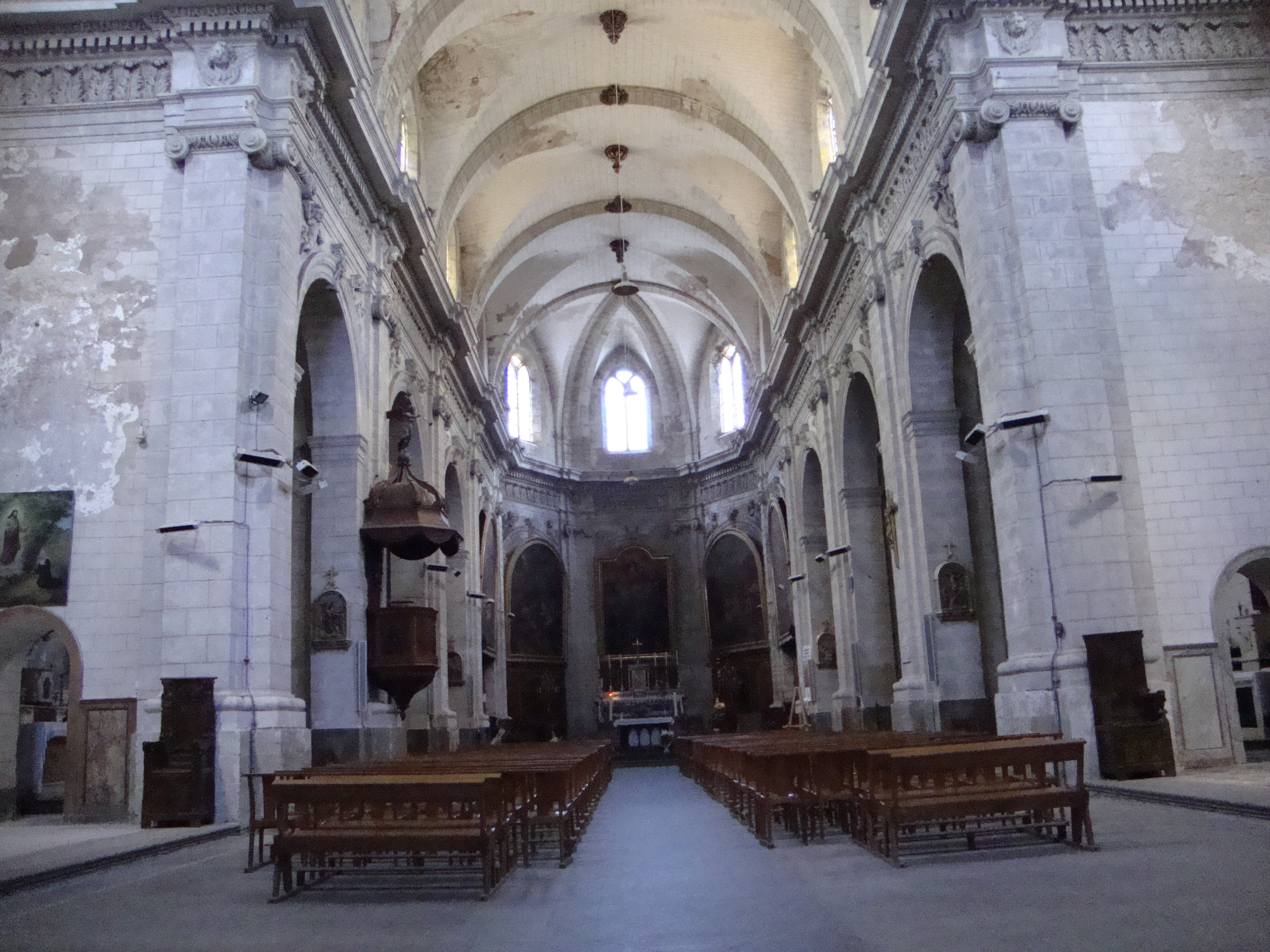
La nef.
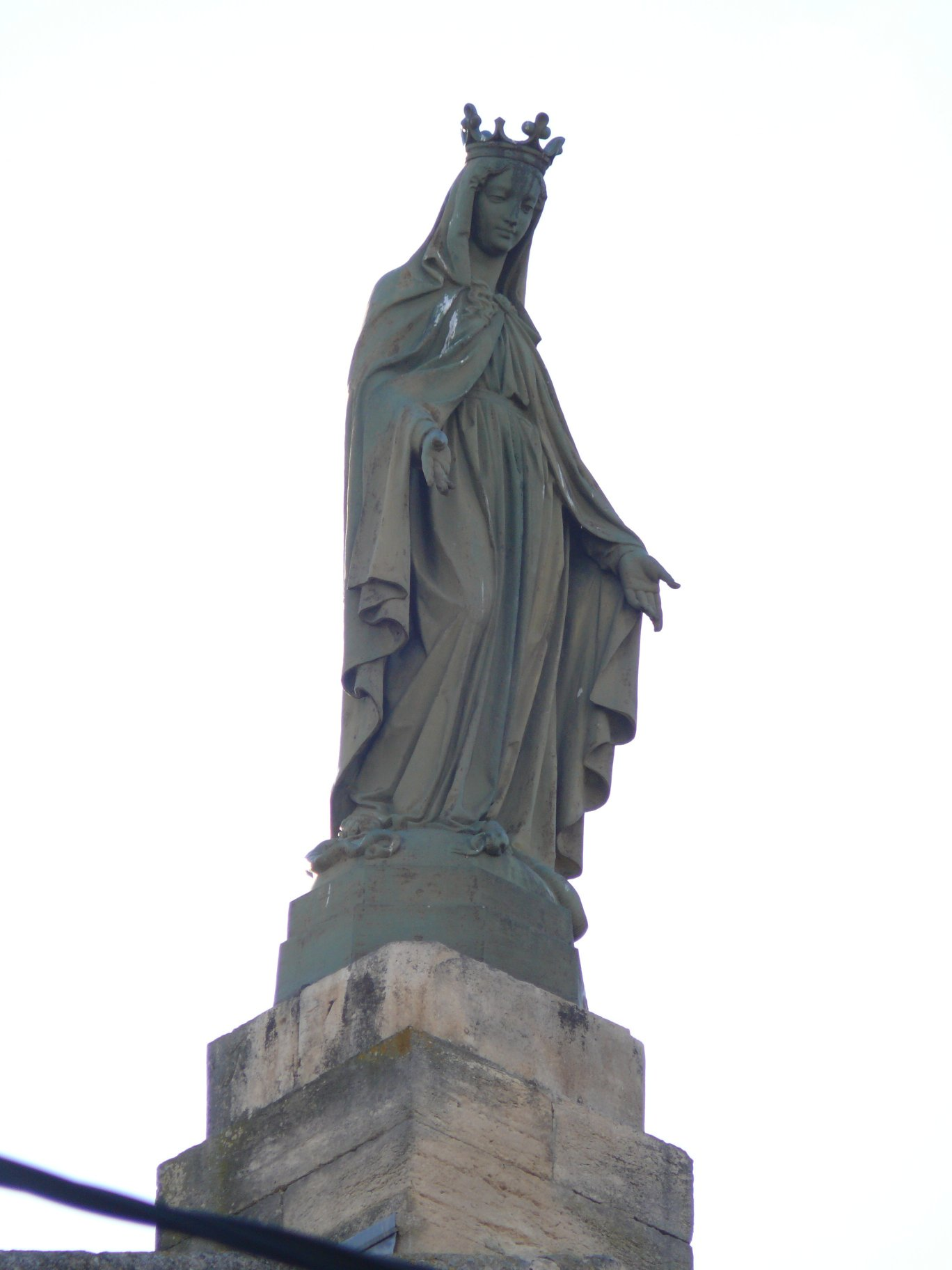
Statue de la Vierge.
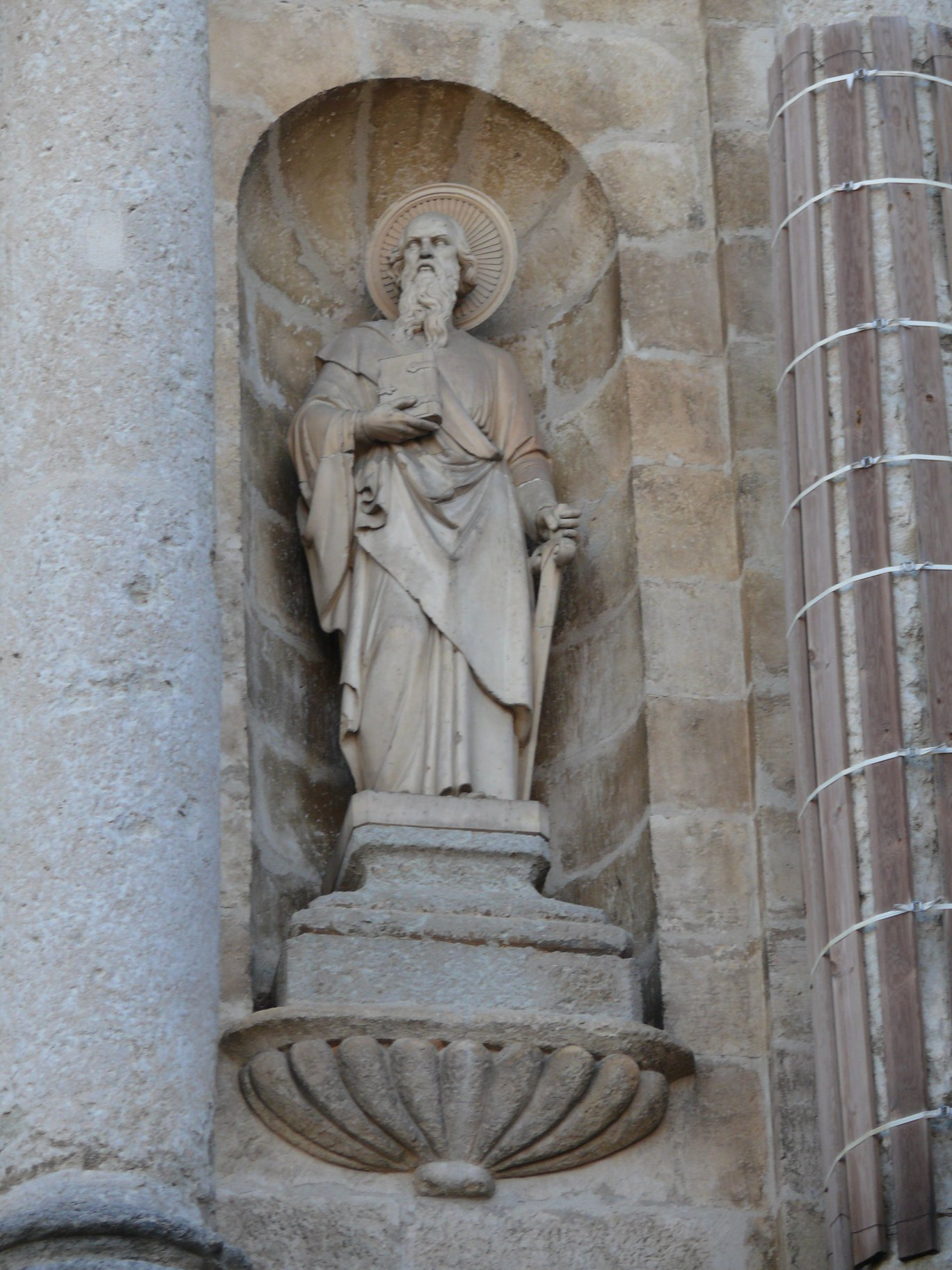
Statue de saint Paul.
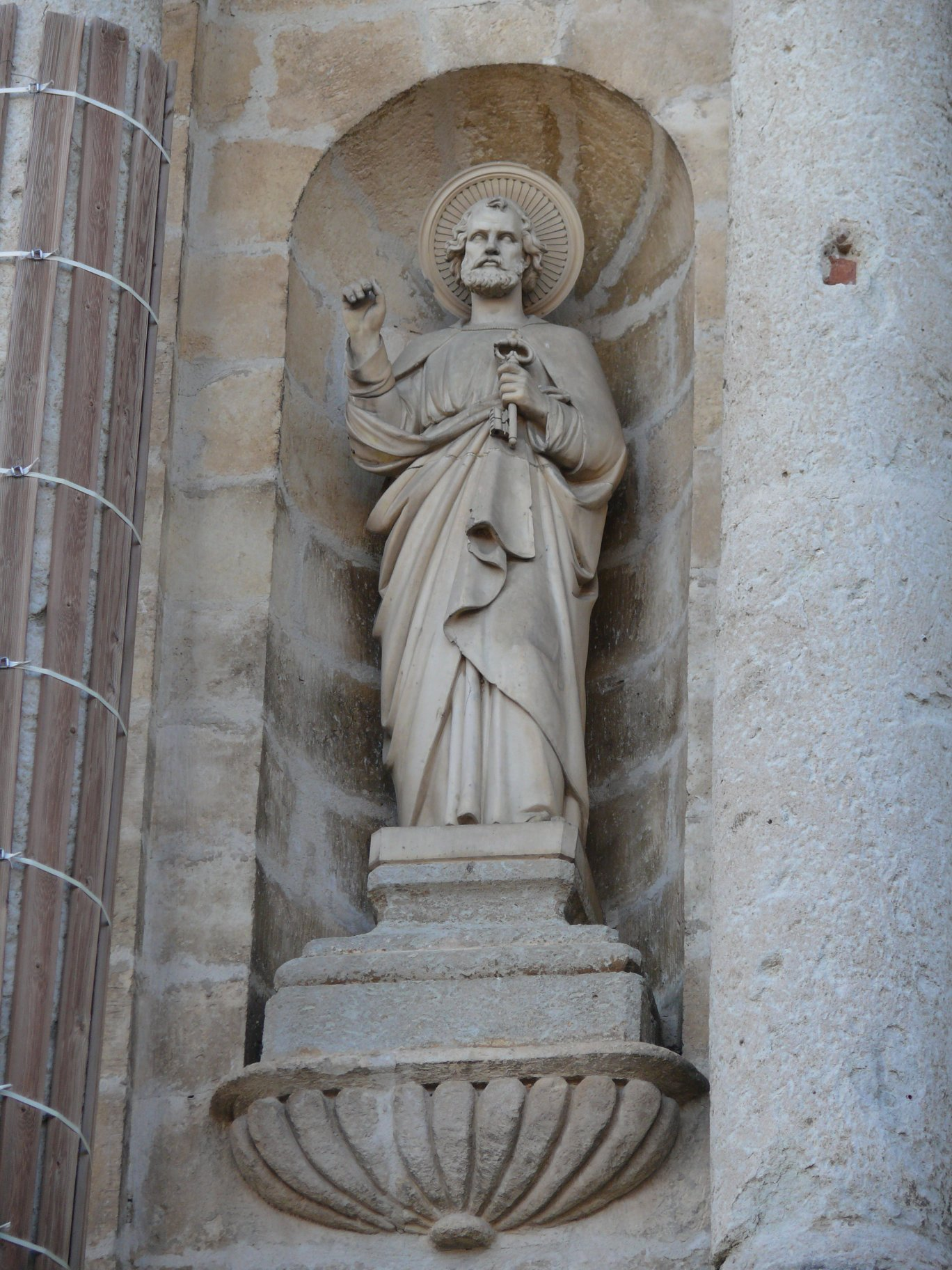
Statue de saint Pierre.
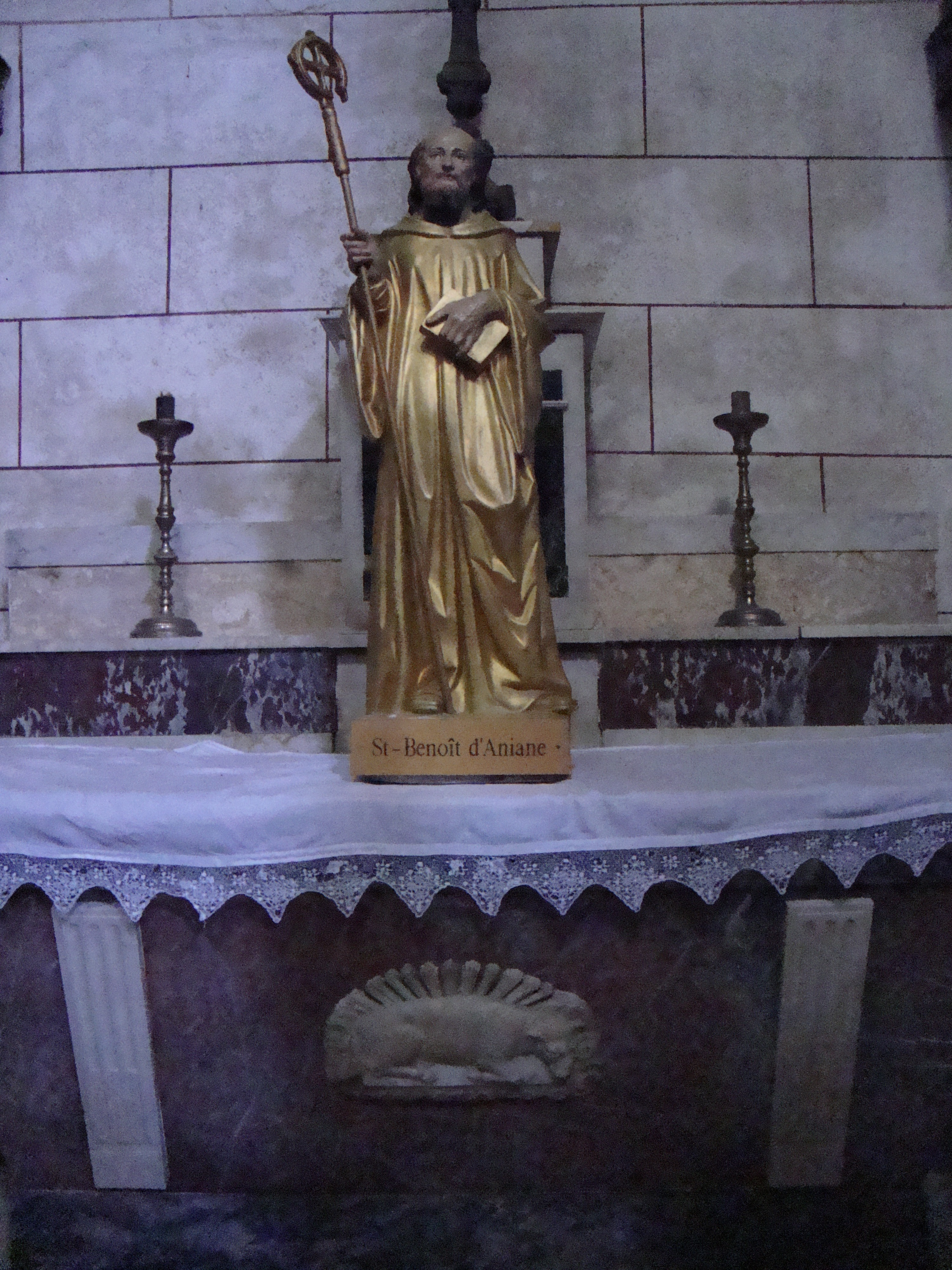
Statue de saint Benoît d'Aniane.